# 아우랑 칸
아우랑 칸(러시아어: Эренг-хан, 1694년 사망)은 18대 히바 칸국의 칸이자 1689년부터 1694년까지 화레즘 및 히바 지역을 다스린 사람이다.
아우랑 칸은 칸의 권력을 강화하는 정책을 펼쳤던 아누샤 칸의 자식이며, 형제인 후다이다드 칸이 사망한 이후 쿠다이쿨로프 이나카의 도움으로 칸의 직위에 올랐다. 그는 가까운 친구로 건축가이자 시인인 마우라나 와파가 있었다. 그는 아우랑 칸의 명령으로 히바의 요새인 쿠리니쉬 칸 요새가 지어졌다. 그의 통치 기간 동안 히바 근처의 우즈베크 키야토에서 무함마드 리자베크 칸 마드라사를 지었다. 그는 2년 정도 지배하다 1894년 실수로 말에 떨어져 사망했다. 이후 하지 무함마드 칸의 자손인 조쉬 칸이 이후 칸이 되었다.

## 참고 문헌
- (러시아어) Гулямов Я. Г., История орошения Хорезма с древнейших времен до наших дней. Ташкент. 1957
- (러시아어) Жуковский С. В. Сношения России с Бухарой и Хивой за последнее трехсотлетие. Петроград, 1915
- (러시아어) История Узбекистана. Т.3. Т.,1993.
- (러시아어) История Узбекистана в источниках. Составитель Б. В. Лунин. Ташкент, 1990
- (러시아어) История Хорезма. Под редакцией И. М. Муминова. Ташкент, 1976

| 전임 후다이다드 칸 | 제18대 히바 칸국의 칸 1689년 ~ 1694년 | 후임 조쉬 칸 |